# لاوریتس شوف
لاوریتس شوف (آلمانی: Lauritz Schoof؛ زادهٔ ۷ اکتبر ۱۹۹۰) قایقران روئینگ اهل آلمان است.
وی در مسابقات کشوری و بین‌المللی در مجموع برندهٔ ۳ مدال طلا، ۲ مدال نقره شده‌است.